# Hippasella guaquiensis
Espèce
Synonymes
- Tarentula guaquiensis Strand, 1908
- Hippasella nitida Mello-Leitão, 1944

Hippasella guaquiensis est une espèce d'araignées aranéomorphes de la famille des Lycosidae.

## Distribution
Cette espèce se rencontre en Argentine, en Bolivie et au Pérou.

## Description
Les mâles de 5,29 à 7,60 mm et les femelles mesurent de 6,96 à 8,92 mm.

## Étymologie
Son nom d'espèce, composé de guaqui et du suffixe latin -ensis, « qui vit dans, qui habite », lui a été donné en référence au lieu de sa découverte, Guaqui.

## Publication originale
- Strand, 1908 : Exotisch araneologisches.-I. Amerikanische hauptsächlich in Peru, Bolivien und Josemitetal in Californien gesammelte Spinnen. Zeitschrift für die gesammten Naturwissenschaften, vol. 61, no 5, p. 223-295 (texte intégral).